# Kalmthout
Kalmthout – miejscowość i gmina (gemeente) w Belgii, w Regionie Flamandzkim, w prowincji Antwerpia, w okręgu Antwerpia. 1 stycznia 2024 roku zamieszkana przez 19 672 osoby.